# Mad Lion
Oswald Priest, más conocido como Mad Lion, es un músico de dancehall y mc nativo de Londres que se trasladó en su juventud a Jamaica, donde desarrolló un estilo propio y característico que más tarde, al mudarse de nuevo (esta vez al barrio del Bronx, New York) le permitió darse a conocer y colaborar frecuentemente con respetados artistas del mundo del Hip-hop como KRS-One, LL Cool J, Notorious B.I.G. y Busta Rhymes. 
Fue galardonado en 1994 con el premio Source al Mejor Artista Reggae del año y con su particular mezcla de Rap y Reggae es poseedor de uno de los sonidos más influyentes de las dos últimas décadas en ambos mundos, habiendo influido en el estilo de artistas como Ini Kamoze, Capleton y Rayvon.

## Biografía
Nativo de Londres, Mad Lion creció en Jamaica. Poco tiempo después de mudarse a New York conoció al cantante de reggae Super Cat en Super Power Records. Por consejo de Super Cat, adoptó su nombre profesional, un acrónimo de "Musical Assassin Delivering Lyrical Intelligence Over Nations" (Asesino musical repartiendo inteligencia lírica por las naciones). 
Su primer éxito fue a mediados de los ’80 cuando versionó el hit “Jam” de Shabba Rank adaptándolo a un ritmo hip-hop. Más tarde colaboró junto a Queen Latifah en el álbum “Brand New” de Salt-N-Peppa, aparecido en 1987.
A la vez que creaba su propio sello, Spinnas Choice, Mad Lion estaba trabajando en su álbum de debut cuando conoció a KRS-One en 1991 y le convenció para trabajar juntos. La colaboración fue fructífera y dio como resultado el primer sencillo de Lion, “Shoot to Kill” (Dispara a matar), que vendió más de 100.000 copias. Su siguiente sencillo, “Take it easy” (Tómatelo con calma), que se vendió incluso mejor, superó las 300.000 copias.
Después de lanzar el álbum Real Ting en 1993, Mad Lion realizó contadas apariciones en calidad de invitado en diversos álbumes como “The New Jersey Drive” y “D&D Project” y algunos recopilatorios, además de producir también un tema para Born Jamericans. Su segundo álbum “Guetto Gold & Platinum Respect” fue lanzado en 1997. También entre 1996 y 1997 apareció en colaboración en los álbumes en español de Guatauba y Boricuas Guerreros. Tres años después salió al mercado su tercer álbum “Predatah or Prey”, que incluía un juego interactivo.
También apareció en el video de Craig Mack “Flava in Ya Ear” junto a Notorious B.I.G., Rampage, LL Cool J y Busta Rhymes y ha recibido en total dos premios Source(1995), dos premios Billboard (1994) y dos premios Vision, incluyendo el de Artista del Año. Como curiosidad, cabe reseñar que durante un tiempo regentó su propio club, Lion's Den, ahora cerrado.
Mad Lion estuvo presente durante la presentación de la entrega de los premios BET 2023en celebración a sus 30 años de carrera artística, donde interpretó su tema Take It Easy.

## Discografía
| Tema                                  | Tipo             | Discográfica         | Año  |
| ------------------------------------- | ---------------- | -------------------- | ---- |
| Happy Verse Day                       | 12"              | X-Clue-Ziv Records   |      |
| New Frontier                          | 12"              | Not On Label         |      |
| Girlzz / Shoot To Kill                | 12"              | Weeded               | 1993 |
| Love Woman So !                       | 12"              | Break A Dawn Records | 1994 |
| Take It Easy / Big Box Of Blunts      | 12"              | Weeded               | 1994 |
| Take It Easy / Big Box Of Blunts      | 12", CD, Maxi    | ZYX Music            | 1995 |
| Own Destiny / Nine On My Mind         | 12"              | Weeded               | 1995 |
| Point Blank                           | 12", Promo       | Front Page Records   | 1995 |
| Real Lover                            | LP               | VP Records           | 1995 |
| Real Ting                             | 12", LP, CD      | Weeded               | 1995 |
| Double Trouble                        | 12"              | Weeded               | 1996 |
| Double Trouble                        | CD, Maxi         | Polydor (UK)         | 1996 |
| Phantopra Dance / I Miss You          | 12"              | Spinnas              | 1996 |
| Ghetto Gold & Platinum Respect        | CD, 2xLP         | Weeded               | 1997 |
| You Got It Coming-Brooklyn Massacre   | 12"              | Weeded               | 1997 |
| EY-YO! (The Reggae Virus) / Work      | 12", Promo       | Noo Trybe Records    | 1998 |
| Bring It If You Want It / Platinumize | 12"              | Reprise Records      | 2000 |
| Predatah Or Prey                      | CD, álbum, Enh   | Reprise Records      | 2000 |
| Weed Is All We Need / Self Help       | 12"              | Warrior Wax          | 2000 |
| Predatah Or Prey                      | CD, álbum, Promo | Killah Pride Records | 2002 |

## Remixes
| Tema                   | Tipo       | Discográfica | Año  |
| ---------------------- | ---------- | ------------ | ---- |
| Return Of The Boom Bap | 12", Promo | Jive         | 1994 |
| Rock And Comeen        | 12"        | Weeded       | 1995 |

## Otras Producciones
| Tema                                                                    | Tipo | Discográfica                            | Año  |
| ----------------------------------------------------------------------- | ---- | --------------------------------------- | ---- |
| The Temple Of Hiphop Kulture - Criminal Justice: From Darkness To Light | CD   | Up From Da Underground, Reprise Records | 1999 |
| Up From Da Undaground / We Gon' Ride                                    | 12"  | Reprise Records                         | 1999 |
| The Sneak Attack                                                        | 2xLP | The Raptizm In The Paint Records        | 2001 |

## Aparece en
| Tema                                                                | Tipo                | Discográfica                                                               | Año  |
| ------------------------------------------------------------------- | ------------------- | -------------------------------------------------------------------------- | ---- |
| Return Of The Boom Bap                                              | 12", Promo          | Jive                                                                       | 1994 |
| 1, 2 Pass It / Look Alive                                           | 12", Promo          | Arista                                                                     | 1995 |
| Big Timer                                                           | 12"                 | Front Page Records                                                         | 1995 |
| KRS ONE                                                             | CD, 2xLP            | Wannabemceez, Jive                                                         | 1995 |
| Safe Sex, No Freaks                                                 | 12"                 | Wreck Records                                                              | 1995 |
| Doomsday: Forever RSO                                               | CD                  | You'll Never Know, Rap-A-Lot Records, Noo Trybe Records, Surrender Records | 1996 |
| Ghetto Classics - The Nervous Mixtape                               | CD                  | Safe Sex, No Freaks, Nervous Records                                       | 1996 |
| Untitled                                                            | 12"                 | Spinnas, Spinnas                                                           | 1996 |
| Brand New                                                           | CD, 2xLP            | Friends, London Records                                                    | 1997 |
| Classic (Gal Skin Fi Bore, Seco)                                    | LP                  | Greensleeves Records                                                       | 1997 |
| Fully Automatic                                                     | CD, álbum           | Natural Born Killa, Ponomo Records                                         | 1997 |
| Oh No It's Red Rat                                                  | CD, álbum           | Greensleeves Records                                                       | 1997 |
| Second Hand Smoke (Doin' Time)                                      | CD, álbum           | Gasoline Alley Records                                                     | 1997 |
| The Whole Scenario (You Keep Me Comin')                             | CD, álbum           | Atlantic                                                                   | 1997 |
| Caught Up (Banda sonora original) Sampler, Ey-Yo (The Reggae Virus) | 12"                 | Virgin Records America, Inc. (Europe)                                      | 1998 |
| Hellcat Records Presents... Give 'Em The Boot II                    | CD                  | Hellcat Records, Hellcat Records (US)                                      | 1999 |
| The Gift Of Game                                                    | CD, álbum           | Hollywood Babylon, Columbia, Sony Music Entertainment (Australia)          | 1999 |
| Shadup Ya Face , Freestyles 2000....                                | 12", Promo          | Front Page Records                                                         | 2000 |
| 1, 2 Pass It (Remix)                                                | 12"                 | D&D Records                                                                | 2001 |
| The Kristyle (That's It, That's It)                                 | CD                  | Koch Records                                                               | 2003 |
| D.I.G.I.T.A.L.                                                      | CD, Article (Remix) | Front Page Records                                                         | 2004 |
| Keep Right (The I)                                                  | CD + DVD, 2xLP      | Grit Records                                                               | 2004 |

## Canciones en las que aparece , recopilatorios y mixtapes
| Tema                                                                    | Tipo      | Discográfica                                                   | Año  |
| ----------------------------------------------------------------------- | --------- | -------------------------------------------------------------- | ---- |
| Tony Touch - Power Cypha II (Freestyle )                                | Cass      | Tape Kingz                                                     |      |
| Hip Hop Mix (Take It Easy )                                             | CD        | Max Music & Entertainment Inc., Max Music & Entertainment Inc. | 1995 |
| New Jersey Drive Vol. 2 (Own Destiny)                                   | CD, LP    | Tommy Boy Music                                                | 1995 |
| Ghetto Classics - The Nervous Mixtape (Own Destiny)                     | CD        | Nervous Records                                                | 1996 |
| Rocksteady Anniversary Jam Vol. 2 (Untitled)                            | LP        | Not On Label                                                   | 1996 |
| Summer Jammin' (Take It Easy)                                           | CD        | Beast Records                                                  | 1997 |
| Caught Up (Banda sonora) / Ey-Yo (The Ragga Virus)                      | LP, Promo | Noo Trybe Records                                              | 1998 |
| Caught Up - Music From The Motion Picture / Ey-Yo! (The Reggae Virus)   | Cass      | Virgin Records (Poland)                                        | 1998 |
| Soufside So Real - The Compilation (Get Away)                           | CD        | Def Souf Records                                               | 1998 |
| The Temple Of Hiphop Kulture - Criminal Justice: From Darkness To Light | CD        | Reprise Records                                                | 1999 |
| Up From Da Undaground / We Gon' Ride                                    | 12"       | Reprise Records                                                | 1999 |
| Kiss Garage Presented By DJ Luck & MC Neat / Weed Is All We Need        | 2xCD      | Universal Music TV                                             | 2000 |
| United Ghettos Of America                                               | CD, álbum |                                                                | 2002 |
| Dancehall Classics / Take It Easy                                       | 2xLP      | Sequence Records                                               | 2005 |

## Lanzamientos No-Oficiales
| Tema                 | Tipo | Discográfica                   | Año  |
| -------------------- | ---- | ------------------------------ | ---- |
| Black Night Vol. 2   | LP   | Own Destiny Not On Label       | 1996 |
| Black Total Vol. 2   | CD   | Real Thing Black Total (White) | 1996 |
| Black Total Volume 3 | CD   | Crazy Black Total (White)      | 1996 |